# 梅樂斯
梅樂斯（Milton Edward Miles  1900年4月6日 – 1961年3月25日），美国海军中将，中華民國海軍少將，亚利桑那州杰罗姆人，曾在第二次世界大战期间领导美国海军在中国的情报工作，并在后来的中美特种技术合作所担任领导职务。

## 荣誉
- 大绶云麾勋章（中华民国，1945年9月26日批准[1]）